# Bukit Indah (Plakat Tinggi)
Bukit Indah is een bestuurslaag in het regentschap Musi Banyuasin van de provincie Zuid-Sumatra, Indonesië. Bukit Indah telt 1879 inwoners (volkstelling 2010).